# Samatau
Samatau – wieś w Samoa, w dystrykcie Aʻana.

## Demografia
Według spisu ludności z 2016 roku we wśni Samatau mieszkało 979 mieszkańców.